# 2025년 동계 아시안 게임 네팔 선수단
2025년 동계 아시안 게임 네팔 선수단은 2025년 2월 7일부터 14일까지 중화인민공화국 하얼빈에서 열리는 2025년 동계 아시안 게임에 참가할 예정인 네팔 선수단이다.

## 선수단
아래 표는 종목별, 성별 네팔 대표단 선수 수이다.
| 종목       | 남자 | 여자 | 합계 |
| ---------- | ---- | ---- | ---- |
| 알파인스키 | 2    | 2    | 4    |
| 합계       | 2    | 2    | 4    |

## 종목별 성적

### 알파인스키
네팔은 알파인스키 부문에서 4명이 출전했다.
| 선수            | 경기      | 1회전     | 1회전     | 2회전     | 2회전     | 총합      | 총합      |
| 선수            | 경기      | 시간      | 순위      | 시간      | 순위      | 시간      | 순위      |
| --------------- | --------- | --------- | --------- | --------- | --------- | --------- | --------- |
| 사팔 시레스타   | 남자 회전 | 1:00.81   | 35        | 58.05     | 28        | 1:58.86   | 29        |
| 초왕 타망       | 남자 회전 | 출발 실패 | 출발 실패 | 출발 실패 | 출발 실패 | 출발 실패 | 출발 실패 |
| 락미 라이       | 여자 회전 | 1:38.91   | 41        | 1:43.22   | 35        | 3:22.13   | 35        |
| 데보라 티말시나 | 여자 회전 | 1:34.46   | 40        | 1:32.60   | 34        | 3:07.06   | 34        |